# Cap d'Ail
Ne doit pas être confondu avec Cap-d'Ail.
Le cap d’Ail est un petit cap du littoral de la Côte d’Azur situé sur la commune de Cap-d'Ail à l'ouest de Monaco.

## Présentation
Dans les années 1880, la construction et l’aménagement de la voie ferrée et l’installation de la gare PLM sur son bord de mer provoque une plus-value de ses parcelles. À la même époque, un réseau de voies de communications est établi entre la gare et la route de la basse corniche.
Son urbanisation est due à l'initiative d'un financier audacieux, le "baron de Pauville" qui décide de lancer dès 1880, une vaste opération immobilière, sur un domaine de 26 hectares. Entre 1892 et 1897,  il édifie l'hôtel Eden qui reste pendant plusieurs décennies le véritable fleuron hôtelier de la station. Le reste du lotissement est commercialisé par des sociétés immobilières. Sa facilité d’accès, le tout-à-l'égout, sa laiterie, le cadre idyllique du lieu ainsi que l'architecture éclectique de ses villas séduisent de nombreuses personnalités : le Tsarévitch, le prince de Galles, les frères Lumière, Greta Garbo et Cocteau. En 1996, l’inventaire général du patrimoine culturel, recense sur son territoire une concentration d'édifices dite balnéaire d'une rare qualité. 
Un sentier d’interprétation, long d’environ quatre kilomètres, contourne le cap depuis la plage de la Mala jusqu’à la plage Marquet : son parcours permet de découvrir la flore méditerranéenne au travers de panneaux pédagogiques, une insolite carrière de meules avec traces d’extraction taillées dans les rochers du rivage, la luxuriance des jardins exotiques et les villas  à l'architecture Belle Époque : la villa Perle blanche des frères Lumière, le château Malet et son parc botanique, le château des Terrasses, la villa du Roc Fleuri (une des spécificités de son parc botanique réside dans la présence d’une palmeraie nonagénaire de Phoenix canariensis dont l’introduction sur la Côte d’Azur remonte aux années 1864), la villa Les Funambules et le parc Sacha Guitry, sont les quelques témoins de cette architecture ainsi que du mouvement d'acclimatation engagé au XIXe siècle. Le littoral, parcouru par le sentier des Douaniers, est ponctué de luxueuses villas, lieux de villégiature de personnalités (Sacha Guitry, Greta Garbo, etc).
Un panneautage préventif déconseille son accès en cas de coup de mer.
La commune est détentrice depuis 1995 du label Pavillon Bleu pour les plages des Pissarelles, de la Mala et de Marquet.

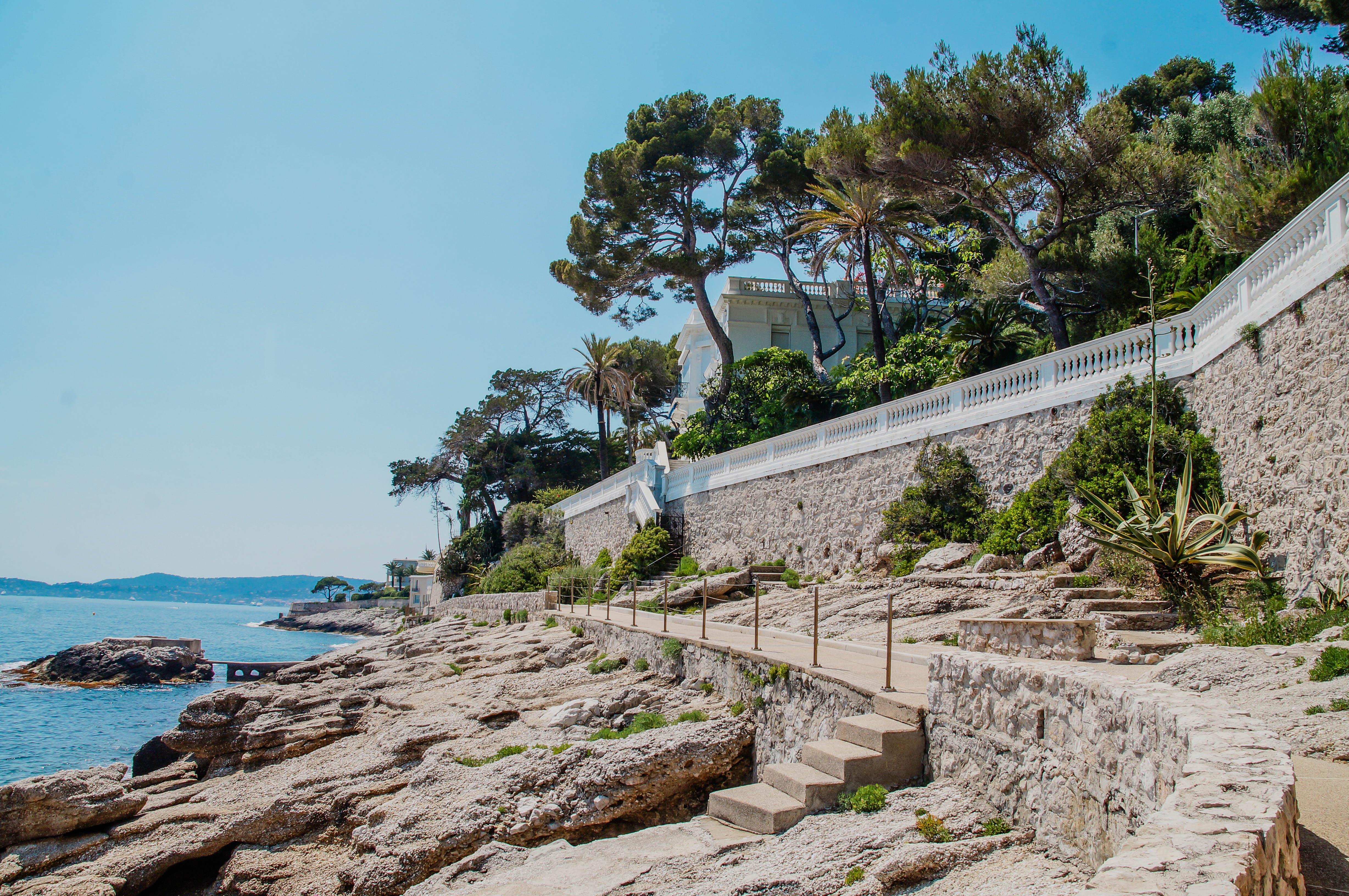
Sentier du littoral, commune de Cap d'Ail
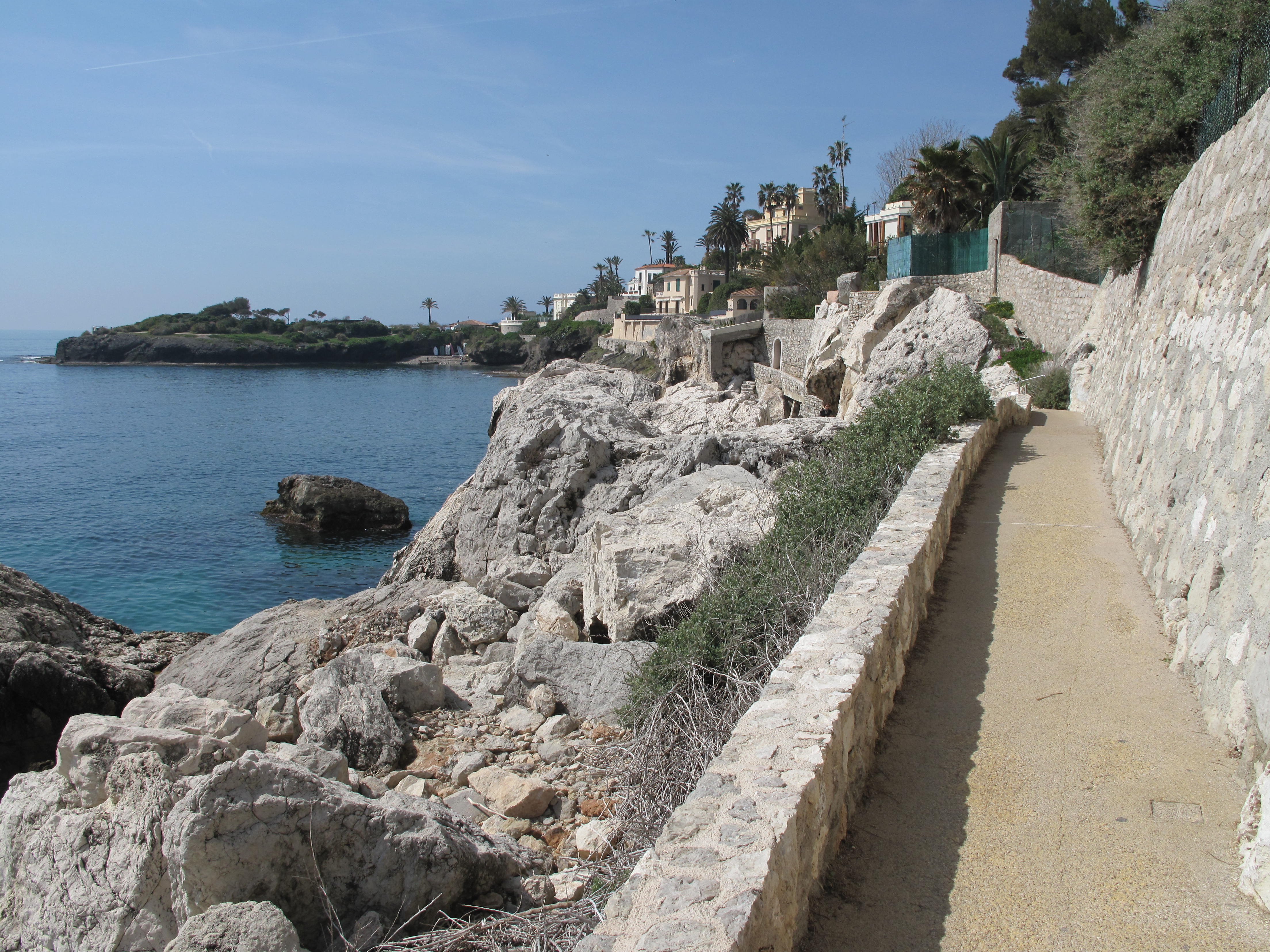
Le sentier littoral à l'Est du cap d'Ail que l'on voit au fond, à gauche.